# Palazzo Bernardo di Canal

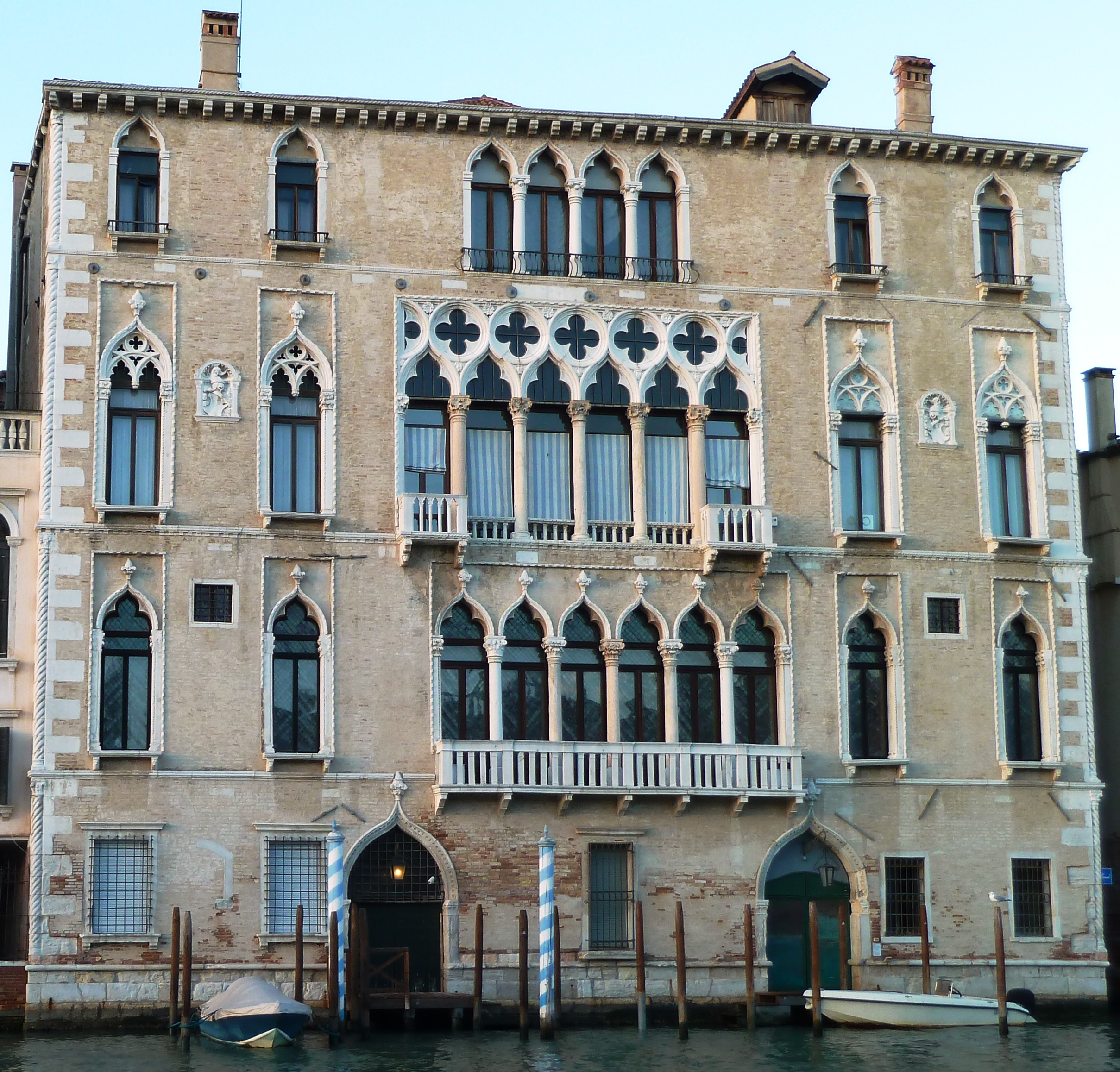
Die Schaufassade des Benardo-Palastes auf den Canal Grande

Der Palazzo Bernardo di Canal, auch Palazzo Bernardo, ist ein Palast im venezianischen Sestiere San Polo mit der Adresse San Polo 1977, 1978. Seine Schaufassade blickt auf den Canal Grande, der hier mit dem einmündenden Rio de la Madoneta einen rechten Winkel bildet. Der Palast aus der 1. Hälfte des 15. Jahrhunderts befindet sich zwischen dem Palazzo Querini Dubois und der sehr viel kleineren Casa Sicher. 

## Geschichte
Der Stadtpalast wurde vor 1442 erbaut, denn in diesem Jahr war Francesco I. Sforza dort zu Gast. Das Bauwerk war ursprünglich im Besitz der Familie Bernardo. Am 14. April 1651 verkauften die Bernardo das Bauwerk an Bortolo Bellotto, einen vermögenden Fell- und Pelzhändler. 1694 erwarben wiederum Pietro und Simone Bernardo, Färbemittelhändler und cittadini originari den Palazzo Bernardo. 1780 gelang es Alessandro Bernardo in den Adelsstand aufzusteigen. 
1882 erwarb Pietro Naratovich den Bernardo-Palast. Danach setzte eine komplizierte Entwicklung der Besitzverhältnisse und eine Verteilung auf verschiedene Eigentümer ein, während der Palast zunehmend verfiel. Die letzte größere Restaurierung fand 1998 statt. Die aktuellen Besitzer sind die Avogadro Degli Azzoni, eine ursprünglich aus Treviso stammende Adelsfamilie. Ein Teil gehört der Universität.

## Beschreibung

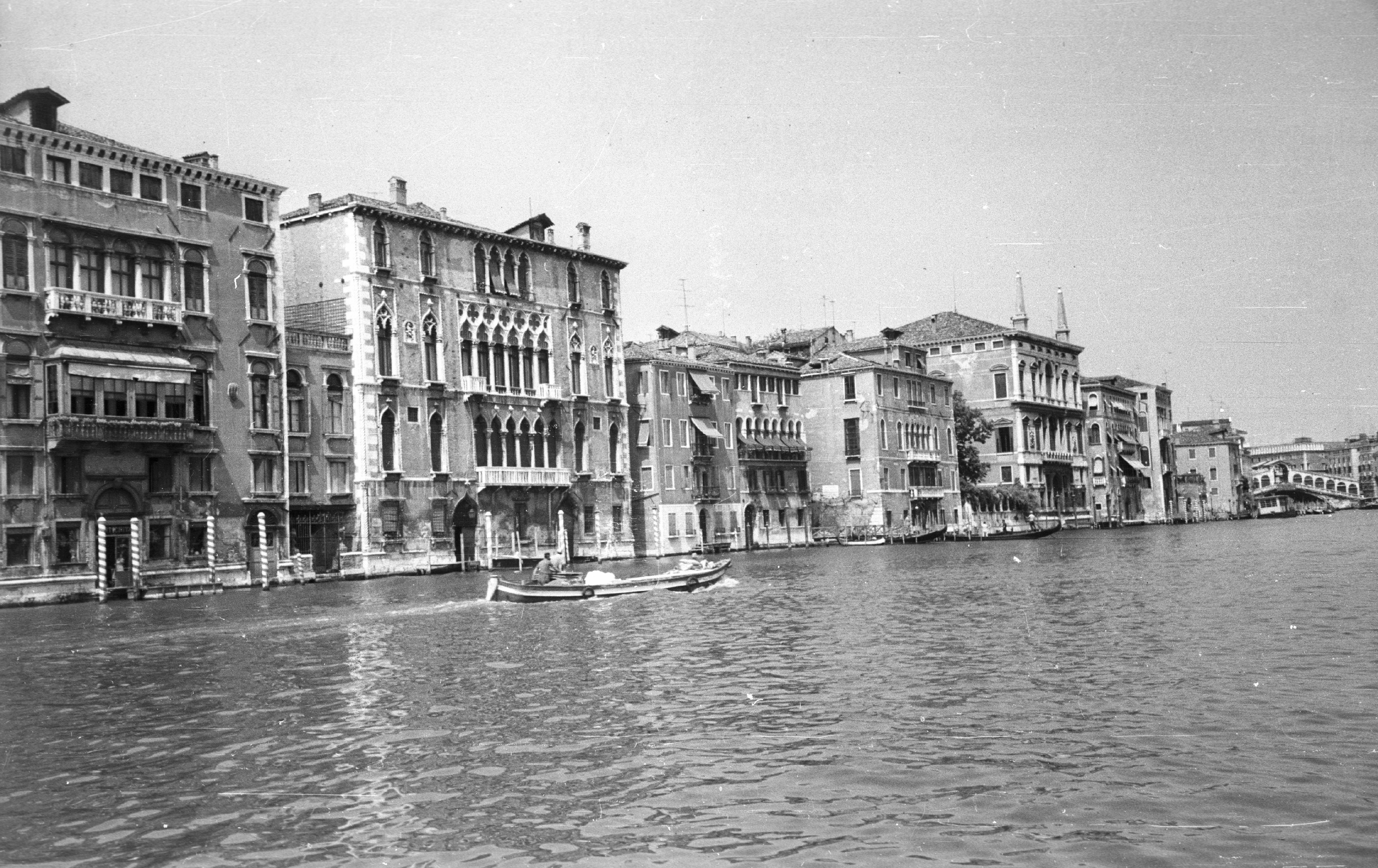
Die Reihe der Paläste und Case am Canal Grande

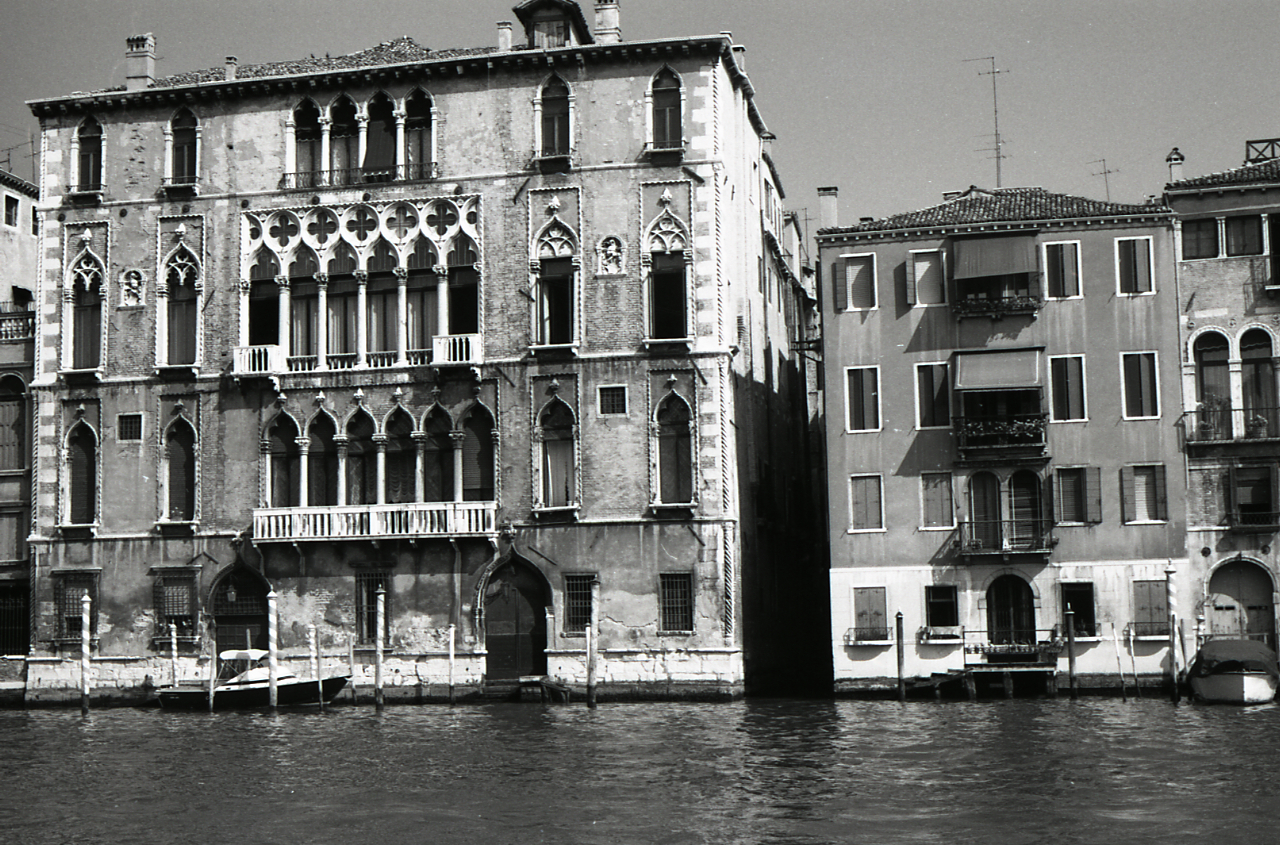
Palazzo Bernardo und Casa Sicher; Foto von Paolo Monti, 1969

Der Palast stellt eines der wenigen gut erhaltenen Beispiele für einen Zweifamilienpalast des ‚gotico fiorito‘ mit einer sechsteiligen Maßwerk-Loggia im zweiten piano nobile dar. Zahlreiche Elemente stellen Übernahmen des 1422 fertiggestellten Dogenpalastes dar. Da die Öffnungsbreiten der beiden sechsbogigen Loggien im ersten und zweiten piano nobile nicht genau gleiche Maße aufweisen, war auch ein genaues Übereinanderfügen der Saalöffnungen nicht durchführbar. Der zweite piano nobile weist vier große Fenster mit sogenannten ‚hängenden Kapitellen‘ auf. Daneben befinden sich rechts und links je ein Paar Biforen, genauso wie im primo piano nobile.
Mit den Restaurierungsarbeiten des Jahres 1998 entstand eine detailreiche Bauaufnahme. Dabei fanden sich Reste polychromer Fresken an der Ziegelfassade, die vor allem dort erhalten blieben, wo sie geschützt waren, wie etwa unterhalb des Dachgesimses. Auch ein Teil eines Segmentbogenfensters im Wassergeschoss wurde wieder sichtbar. Unsicher ist sein Alter, doch weist die Stadtansicht des Jacopo de'Barbari, die 1498 bis 1500 entstand, gleichartige Segmentbogenfenster aus, wo sich heute hochrechteckige Fenster befinden. 
Der Innenhof bietet eine originale, jedoch sehr stark restaurierte Freitreppe mit Kleinplastiken auf dem Handlauf, die über ein Umkehrpodest in den zweiten piano nobile führt.